# Бошко Келечевић
Бошко Келечевић (Мрчевци код Лакташа, 15. јул 1942) је пензионисани генерал-потпуковник Војске Републике Српске и учесник рата у Босни и Херцеговини (1992—1995) на простору Босне и Херцеговине.

## Војна Каријера
Генерал-потпуковник Бошко (Давида) Келечевић рођен је 15. јула 1942. године у селу Мрчевци, општина Лакташи. За вријеме рата у Хрватској, Келечић је био пуковник ЈНА и помоћник начелника штаба Пете војне области. Са избијањем грађанског рата у Босни и Херцеговини приступа оснивању Војске Републике Српске. У чин генерал-мајора унапређен је 6. августа 1992. године, а у чин генерал-потпуковника у децембру 1995. године.
У Војсци Републике Српске обављао је дужности:
- начелника штаба корпуса и уједно заменик команданта 1. Крајишког корпуса;
- дужност команданта 1. Крајишког корпуса.

У току рата прославио се у више успјешних војних акција, од којих је најпознатија Операција Коридор.
Од 1999. до 2002. био је начелник Обавјештајно-безбједносној служби Републике Српске.